# Susan Hagey
Susan Hagey (3 gennaio 1952) è un'ex tennista belga.

## Carriera
Nei tornei del Grande Slam ha ottenuto il suo miglior risultato raggiungendo i quarti di finale di doppio misto a Wimbledon nel 1974, in coppia con il messicano Raúl Ramírez.
Durante i giochi panamericani di Porto Rico 1979 ha conquistato due medaglie d'oro per gli Stati Uniti, la prima nel singolare sconfiggendo in finale la connazionale Trey Lewis e la seconda nel doppio femminile in coppia con Ann Henricksson.